# Bunchosia dwyeri
Bunchosia dwyeri är en tvåhjärtbladig växtart som beskrevs av J. Cuatrec. och T.B. Croat. Bunchosia dwyeri ingår i släktet Bunchosia och familjen Malpighiaceae. Inga underarter finns listade i Catalogue of Life.